# Dark Seed II
Dark Seed II ist ein Horror-Adventure-Computerspiel, entwickelt und veröffentlicht von Cyberdreams im Jahr 1995 als Nachfolger des Adventures Dark Seed. Es wurde veröffentlicht für Microsoft Windows 3.x, Sega Saturn und Sony PlayStation. In Dark Seed 2 setzt der Spieler die Abenteuer des Helden Mike Dawson in der Dark World fort, der nach der Kunst von HR Giger gestalteten Gegenwelt zur Erde.

## Handlung
Nach den Ereignissen aus Teil 1 hat Mike Dawson einen Nervenzusammenbruch erlitten. Er ist zur Erholung in seine Heimatstadt Crowley zurückgekehrt und wohnt nun wieder bei seiner Mutter. Ein Jahr ist vergangen und Mike leidet immer noch an wirren Ängsten und Gedächtnisverlust. Das wird ihm zum Verhängnis, denn seine Freundin Rita wird nach einem Klassentreffen seiner High School ermordet aufgefunden. Während der Polizei-Sheriff und die Anwohner Mike verdächtigen, glaubt sein neuer Freund Jack an seine Unschuld. Es stellt sich heraus, dass die Alten zurückgekehrt sind und erneut planen, die Welt der Menschen, die Light World, zu erobern. Mike muss sie erneut stoppen und seine Unschuld am Tod Ritas beweisen. Dazu muss er in die Dark World zurückkehren, die sich bereits unter Kontrolle der Alten befindet.
Schließlich kann Mike das die Erde bedrohende Monster Behemoth vernichten und das Raumschiff der Alten zerstören. Er erwacht im Büro seines Psychiaters. Dieser wurde von Jack getötet. Offenbar ist Jack Mikes Gegenstück aus der Dark World. Jack tötet nun auch Mike. Als der Sheriff und sein Deputy eintreffen, nehmen sie nur die beiden Leichen wahr, nicht aber Jack. Es scheint, als sei Jack der gesuchte Massenmörder, der auch Rita getötet hat und Mike wird für seine Taten verantwortlich gemacht. Die letzte Szene, die Jack in der Dark World zeigt, lässt offen, ob Jack und die Dark World wirklich existieren oder nur Wahnvorstellungen von Mike sind. Dann wäre er ein psychisch kranker Massenmörder.

## Spielprinzip und Technik
Dark Seed II ist ein Point-and-Click-Adventure. Aus Sprites zusammengesetzte Figuren agieren vor vorgerenderten, teilanimierten Kulissen. Mit der Maus kann der Spieler seine Spielfigur durch die Örtlichkeiten bewegen und mit den Maustasten Aktionen einleiten, die den Spielcharakter mit seiner Umwelt interagieren lassen. Mike kann so Gegenstände finden und sie auf die Umgebung oder andere Gegenstände anwenden sowie mit NPCs kommunizieren. Mit fortschreitendem Handlungsverlauf werden weitere Orte freigeschaltet. Die Animationen von Spielfigur und NPCs wurden aus abgefilmten Bewegungsabläufen erstellt. Eine Besonderheit des Spiels ist der Wechsel zwischen zwei Realitätsebenen. Wenn Mike in die „Dark World“ wechselt, ist dort die Anordnung der Räumlichkeiten, NPCs und Gegenstände gleich, die Spielwelt ist mithin gespiegelt, allerdings sind alle Objekte in düstere Abwandlungen verwandelt. Manipulationen von Objekten und Interaktionen mit NPCs in der Parallelwelt haben direkte Auswirkungen auf die reale Welt, woraus sich im Spiel zahlreiche Möglichkeiten für Rätsel ergeben.

## Produktionsnotizen
David Mullich war der Produzent und Chefentwickler des Spiels, während der Schriftsteller Raymond Benson Skript und Dialoge verfasste sowie die Rätsel entwarf. HR Giger produzierte nicht die Originalkunst für das Spiel, sondern lizenzierte lediglich bereits seine bestehenden Kunstwerke für das Design der Dark World. Während im ersten Teil Dark Seed der Charakter Mike Dawson von Spielentwickler Mike Dawson verkörpert wurde, übernahm hier Chris Gilbert die Rolle. Insgesamt wurden für die Animationen der Spielfiguren 40 Schauspieler abgefilmt.

## Rezeption
Aus zwei aggregierten Wertungen erzielt Dark Seed II auf GameRankings einen Score von 64 %. GameSpot sieht spürbare Verbesserungen gegenüber dem Vorgänger und hebt hier die deutlich verbesserten Grafiken sowie die düsterere und abgedrehtere Story hervor. Kritisiert wird eine Vorhersehbarkeit des Plots ab etwa der Mitte des Spiels. Insgesamt wertet GameSpot, dass Dark Seed II ein geeignetes Spiel für alle sei, die „Blue Velvet für einen geeigneten Film für ein erstes Date halten.“ Der deutsche PC Joker lobte die spannende Story und die Grafik, monierte aber eine teils hakelige Steuerung sowie einige unlogische Rätsel. Hardcore Gaming 101 verglich die Atmosphäre und den Soundtrack der Menschenwelt bzw. der Stadt Crowley mit denen der US-Serie Twin Peaks.